# Тотторі
35°30′ пн. ш. 134°14′ сх. д. / 35.500° пн. ш. 134.233° сх. д.
Тотторі (яп. 鳥取市) — центральне місто в Японії, в префектурі Тотторі.
Місто є адміністративним центром префектури Тотторі. Розташоване на півдні острова Хонсю, найкрупнішого острова Японії, недалеко від узбережжя Японського моря.
Тотторі отримав статус міста 1 жовтня 1889 року. У 2004 році територія міста була збільшена за рахунок деяких прилеглих населених пунктів.
10 вересня 1943 року місто було частково зруйноване землетрусом, який забрав життя більш ніж тисячі мешканців.
Площа міста складає 765,66 км², населення — 193 487 мешканців (1 серпня 2014), щільність населення — 252,71 чол./км².

## Географія

### Клімат
| Клімат Тотторі                             | Клімат Тотторі | Клімат Тотторі | Клімат Тотторі | Клімат Тотторі | Клімат Тотторі | Клімат Тотторі | Клімат Тотторі | Клімат Тотторі | Клімат Тотторі | Клімат Тотторі | Клімат Тотторі | Клімат Тотторі | Клімат Тотторі |
| Показник                                   | Січ.           | Лют.           | Бер.           | Квіт.          | Трав.          | Черв.          | Лип.           | Серп.          | Вер.           | Жовт.          | Лист.          | Груд.          | Рік            |
| Середній максимум, °C                      | 7,4            | 7,6            | 11,8           | 18,3           | 23,1           | 26,7           | 30,1           | 31,8           | 26,8           | 21,4           | 16,1           | 10,9           | 19,3           |
| Середня температура, °C                    | 3,7            | 3,7            | 6,9            | 12,7           | 17,3           | 21,7           | 25,5           | 26,7           | 22,0           | 16,1           | 11,2           | 6,5            | 14,5           |
| Середній мінімум, °C                       | 0,5            | 0,2            | 2,4            | 6,9            | 11,9           | 17,5           | 21,7           | 22,5           | 18,1           | 11,6           | 7,0            | 2,7            | 10,3           |
| Середня кількість сонячних годин на місяць | 68,2           | 73,4           | 132,2          | 176,7          | 207,7          | 159,0          | 179,8          | 207,7          | 144,4          | 142,6          | 102,0          | 83,7           | 1677,4         |
| Норма опадів, мм                           | 185.3          | 165.0          | 124.6          | 120.5          | 121.4          | 168.0          | 202.5          | 134.8          | 246.6          | 147.7          | 162.0          | 171.1          | 1949.5         |
| Днів з опадами                             | 19,0           | 16,8           | 14,8           | 11,5           | 10,4           | 11,9           | 10,7           | 9,2            | 12,8           | 11,4           | 13,9           | 17,1           | 159,5          |
| Вологість повітря, %                       | 74             | 75             | 71             | 70             | 71             | 77             | 79             | 77             | 80             | 77             | 75             | 73             | 75             |
| ------------------------------------------ | -------------- | -------------- | -------------- | -------------- | -------------- | -------------- | -------------- | -------------- | -------------- | -------------- | -------------- | -------------- | -------------- |
| Джерело: NOAA (1961—1990),HKO (сонце)      |                |                |                |                |                |                |                |                |                |                |                |                |                |

## Пам'ятки
Місто відоме найбільшими в країні піщаними дюнами.
Влітку в місті відбувається Фестиваль Сян-Сян.

## Освіта
В Тотторі розташовані два університети.

## Транспорт
В торговельному районі міста розташований залізничний вокзал Тотторі, звідки здійснюється регулярне пасажирське сполучення. Час шляху до Осаки складає 2.30 годин. Місцеві та міжміські автоперевозки здійснюються з автовокзалу. В західній частині міста лежить аеропорт Тотторі, з якого щоденно відбуваються авіарейси в аеропорт Ханеда в Токіо.

## Економіка
Місто є центром електронної та метизної промисловості.